# 萊茲河
萊茲河（法語：Lèze，法語發音：[lɛz]）是法國的河流，位於該國西南部，屬於阿列日河的左支流，河道全長70.3公里，流域面積351平方公里，平均流量每秒2.01立方米，發源自塞鲁堡，河口處在莱兹河畔拉巴特和克莱蒙堡之間。

## 外部連結
- http://www.geoportail.fr （页面存档备份，存于）
- Sandre数据库中的萊茲河